# 英格蘭地理

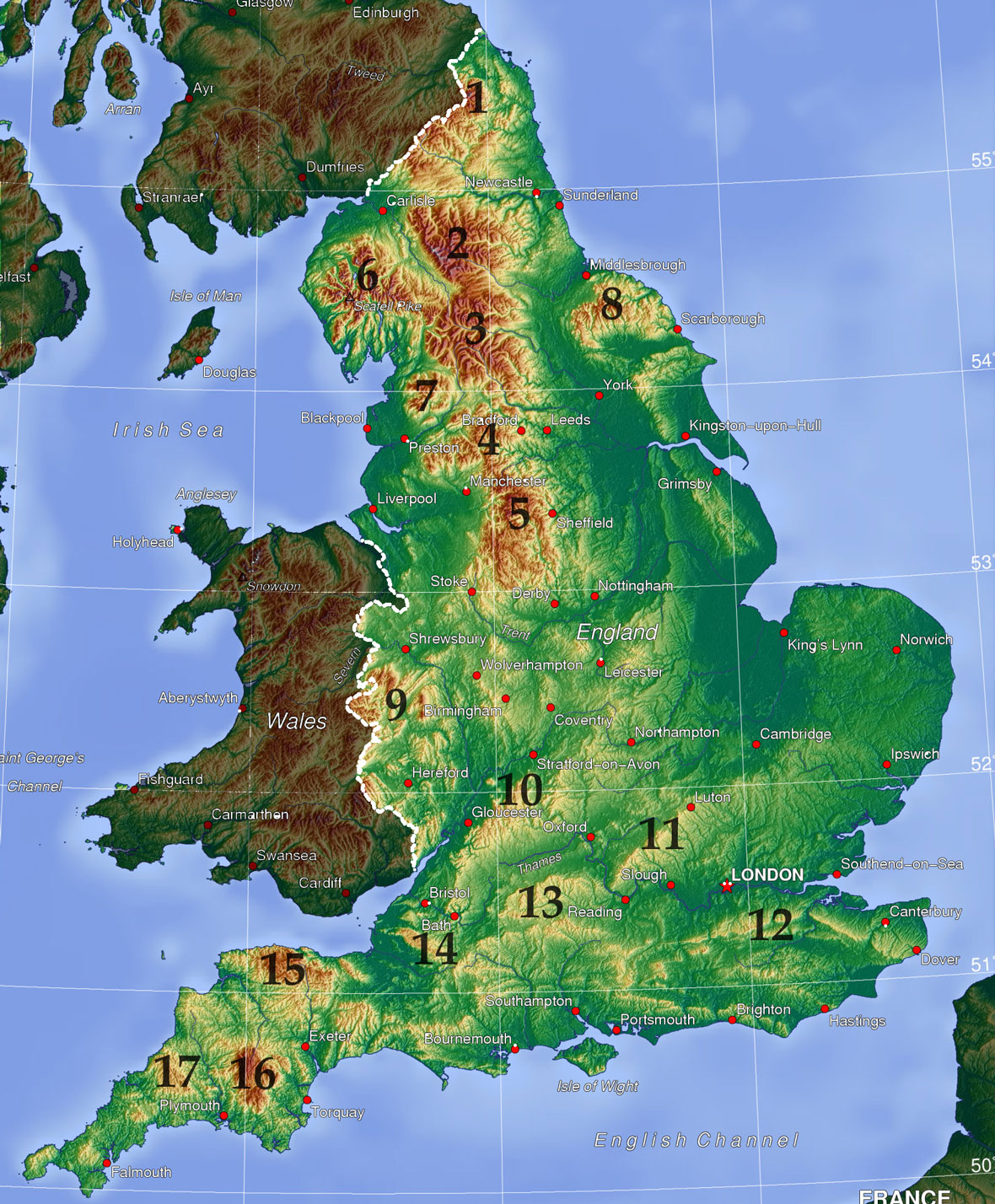
英格蘭地形圖

英格蘭（英語：England），英國四個構成國家之一，位處歐洲英國大不列顛島中部、東南部、西南部。

## 地理位置
北部
英格蘭北部的坎布里亞郡和諾森伯蘭郡與英國另一個構成國家──蘇格蘭接壤，邊界約長154公里。以城鎮來說，邊界由東邊的特威德河畔貝里克延展至西邊的卡萊爾；以地理環境來說，邊界由東邊的特威德河延展至西邊的索爾韋灣。
東部
英格蘭東岸的10個郡──（由北至南排序）諾森伯蘭郡、泰恩-威爾郡、達勒姆郡、北約克郡、約克郡東瑞丁、林肯郡、諾福克郡、薩福克郡、埃塞克斯郡、肯特郡，東鄰北海。水面面積約500平方公里的沃什灣位處林肯郡東南岸與諾福克郡西北岸之中。約長37公里的亨伯河河口位處約克郡東瑞丁東南岸和林肯郡北岸之中。英格蘭東南端的肯特郡與法國的加來海峽省相距只有約35公里。
南部
英格蘭南岸的7個郡──（由東至西排序）東薩塞克斯郡、西薩塞克斯郡、漢普郡、多塞特郡、德文郡、康沃爾郡，南鄰英倫海峽。漢普郡南岸的懷特島是英格蘭最大離島。多塞特郡與德文郡南岸合組成約長153公里的侏羅紀海岸，於2001年入選世界自然遺產。康沃爾郡最西北端的南岸鄰凱爾特海。
西南部
英格蘭西南岸4個郡──（由北至南排序）格洛斯特郡、布里斯托、薩默塞特郡、德文郡，西南鄰布里斯托尔湾。布里斯托海峽約長150公里，是英國最長河流塞文河的河口。布里斯托與薩默塞特郡的北岸是與英國另一個構成國家──威爾斯，與威爾斯大城市卡迪夫、斯旺西、紐波特相距約20－45公里不等。康沃爾郡、德文郡的北岸鄰凱爾特海。
西部
英格蘭西部4個郡──（由北至南排序）柴郡、什羅普郡、赫里福德郡、格洛斯特郡，西邊與英國另一個構成國家──威爾斯接壤，邊界約長280公里。
西北部
英格蘭西部3個郡──（由北至南排序）坎布里亞郡、蘭開夏郡、默西賽德郡，西鄰愛爾蘭海。曼島是英國3個皇家屬地之一，距坎布里亞郡只有50公里。